# Матос, Милан
Милан Матос Леон (исп. Milán Matos León; 12 ноября 1949, Гуантанамо — 16 марта 2018) — кубинский легкоатлет, специалист по прыжкам в длину. Выступал за сборную Кубы по лёгкой атлетике в 1970-х годах. Чемпион Центральной Америки и Карибского бассейна, дважды серебряный призёр Игр Центральной Америки и Карибского бассейна, участник двух летних Олимпийских игр. Также известен как тренер по прыжкам в длину и тройному прыжку.

## Биография
Милан Матос родился 12 ноября 1949 года в городе Гуантанамо, Куба.
Впервые заявил о себе в лёгкой атлетике в сезоне 1972 года, когда вошёл в основной состав кубинской национальной сборной и благодаря череде удачных выступлений удостоился права защищать честь страны на летних Олимпийских играх в Мюнхене. Показал в прыжках в длину результат 7,47 метра, не сумев преодолеть квалификационный этап и расположившись в итоговом протоколе на 27 строке.
После мюнхенской Олимпиады Матос остался в легкоатлетической команде Кубы и продолжил принимать участие в крупнейших международных соревнованиях. Так, в 1973 году он одержал победу на чемпионате Центральной Америки и Карибского бассейна в Маракайбо.
В 1974 году стал серебряным призёром Игр Центральной Америки и Карибского бассейна в Санто-Доминго, уступив в финале пуэрториканцу Вильфреду Майсонаве.
В 1975 году побывал на Панамериканских играх в Мехико, где занял в прыжках в длину четвёртое место. Также в этом сезоне установил свой личный рекорд в данной дисциплине, показав результат 7,96 метра.
Находясь в числе лидеров кубинской национальной сборной, благополучно прошёл отбор на Олимпийские игры 1976 года в Монреале — на сей раз прыгнул на 7,57 метра, заняв итоговое 18 место.
Один из последних значимых результатов на международной арене показал в сезоне 1978 года, когда завоевал серебряную медаль на Играх Центральной Америки и Карибского бассейна в Медельине — здесь его обошёл соотечественник Давид Хиральт.
Впоследствии работал тренером по лёгкой атлетике, подготовил таких известных прыгунов в длину как Иван Педросо, Яргелис Савинье, Мабель Гай.
Умер от рака 16 марта 2018 года в возрасте 68 лет.